# 綠色建築

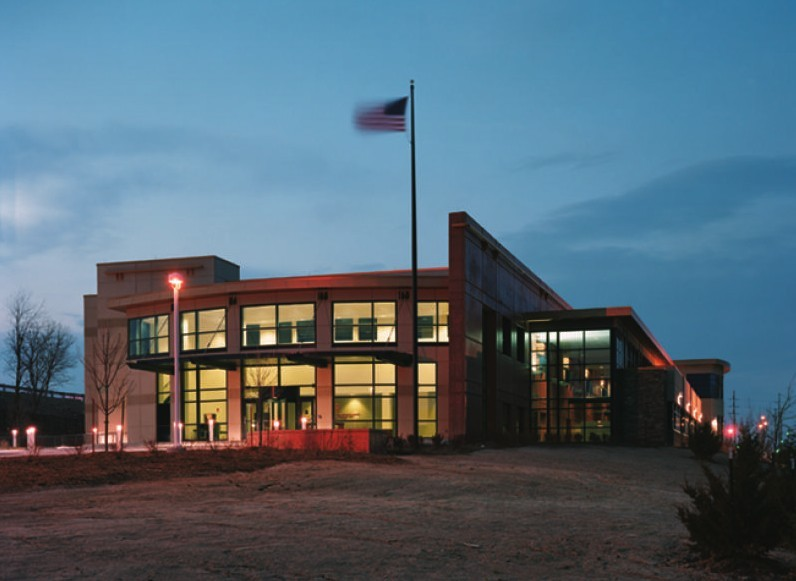
美國國家環境保護局堪薩斯城科技中心。該建築具有如下綠色貢獻：
- LEED 2.0 金牌認證
- 綠色能源
- 自然景觀

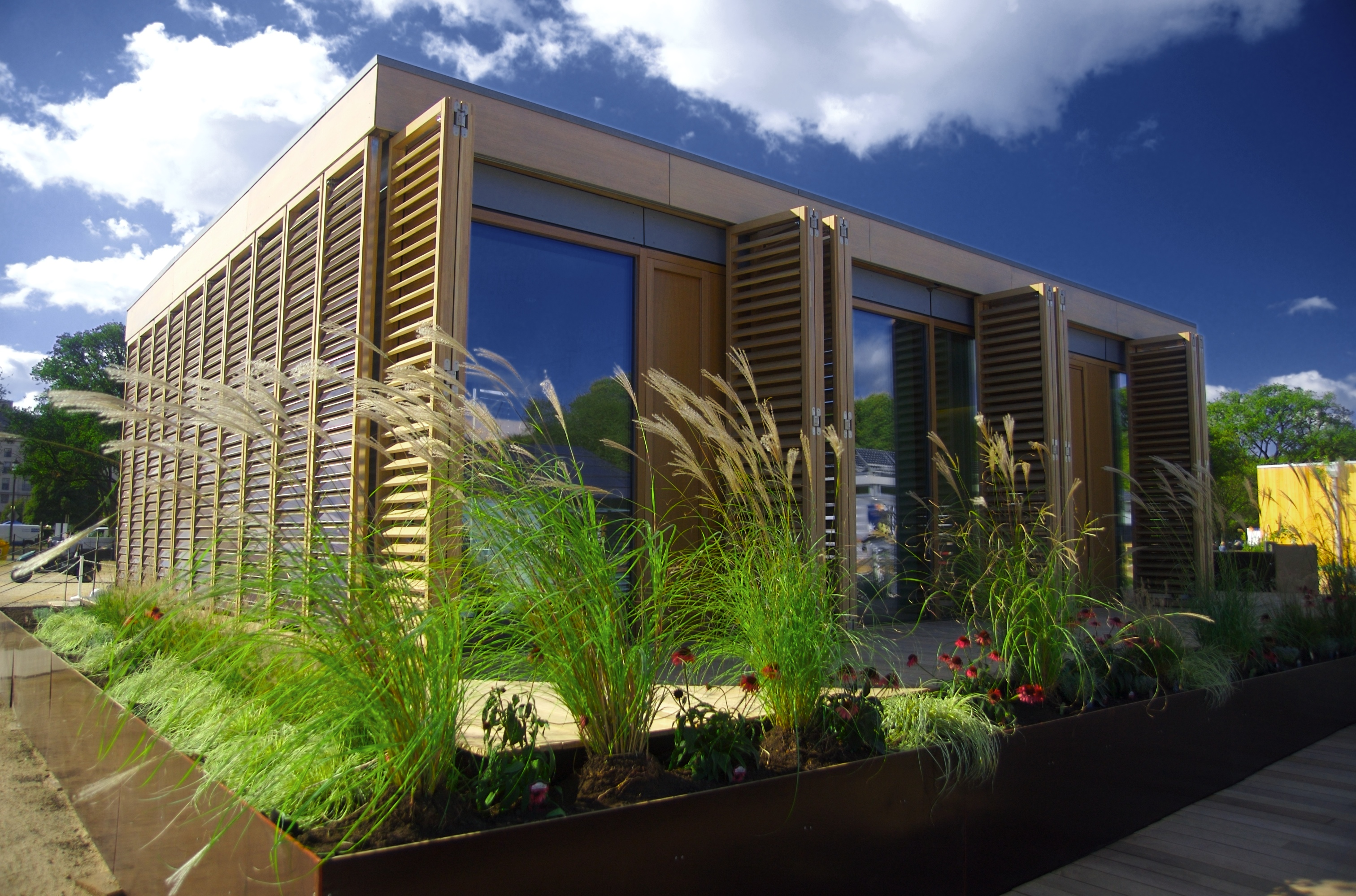
達姆施塔特工業大學設計的亞熱帶全生態減碳屋，利用太陽能作為唯一能量，兼具人與自然共存觀點

- LEED 2.0 金牌認證
- 綠色能源
- 自然景觀

綠色建築或綠建築（英語：green building），是指本身及其使用過程在生命週期中，如選址、設計、建設、營運、維護、翻新、拆除等各階段皆達成環境友善與資源有效運用的一種建築。換言之，綠色建築在設計上試圖從人造建築與自然環境之間取得一個平衡點。這需要設計團隊、建築師、工程師以及客戶在專案的各階段中緊密合作。而綠色建築的實作擴充並補足古典建築設計對於經濟效益、實用性、耐用度以及舒適度方面的不足。
相近觀念為自然建築，是指正常用於較小的比例，並偏向集中於使用當地所可取用的材料。其他常見的用詞包括了永續設計及綠色建築物。
現代的綠色建築已經不止單純的建築，也包括建築材料以及建築方式等，綠色建築與電梯也存在關聯。

## 綠建築指標
綠建築在過去指「消耗最少地球資源，製造最少廢棄物」的建築物，而現在擴大為「生態、節能、減廢、健康」的建築物。從定義中可以清楚發現綠建築的四大目標，而目前為以下九大指標：
生態
- 生物多樣性指標：增加生物棲地，使物種多樣化。
- 綠化量指標：將建築所排放的二氧化碳轉換成植物吸收量，降低二氧化碳濃度。
- 基地保水指標：使土地涵養水源，減少都市洪荒。

節能
- 日常節能指標：節省日常使用能源。

減廢
- 二氧化碳減量指標：使用低二氧化碳排放的建材。
- 廢棄物減量指標：運用自動化及規格化，避免浪費。

健康舒適
- 室內健康指標：避免有音、光、熱、空氣、電磁等影響室內健康的因子。
- 水資源指標：節省水源。
- 污水與垃圾減量指標：減少日常污水與垃圾使用量。

## 綠建築指標清單
| - 生物多樣化 - 社區綠網系統 - 表土保存技術 - 生態水池 - 生態水域 - 生態邊坡與生態圍籬設計 - 多孔隙環境 - 綠化 - 生態綠化 - 牆面綠化 - 牆面綠化澆灌 - 基地綠化 - 人工地盤綠化技術 - 綠化防排水技術 - 綠化防風技術 - 基地保水 - 透水鋪面 - 景觀貯留滲透水池 - 貯留滲透空地 - 滲透井與滲透管 - 人工地盤貯留 - 二氧化碳減量 - 簡樸的建築造型與室內裝修 - 合理的結構系統 - 結構輕量化與木構造 - 廢棄物減量 - 再生建材利用 - 土方平衡 - 營建自動化 - 乾式隔間 - 整體衛浴 - 營建空氣污染防制 | - 水資源 - 省水器材 - 中水利用計畫 - 雨水再利用 - 植栽澆灌節水（水撲滿） - 污水與垃圾改善 - 雨污水分流 - 垃圾集中場改善 - 生態濕地污水處理 - 廚餘堆肥 - 室內健康與環境 - 室內污染控制 - 室內空氣淨化設備 - 生態塗料與生態接著劑 - 生態建材 - 預防壁體結露或白華 - 地面與地下室防潮 - 調濕材料 - 噪音防制 - 振動音防制 - 日常節能 - 相關技術 - 建築配置節能 - 適當的開口率 - 外遮陽 - 開口部玻璃 - 開口部隔熱與氣密性 - 外殼構造及材料 - 屋頂構造與材料 - 帷幕牆 - 太陽能之運用 - 太陽能熱水系統 - 太陽能電池 | - 日常節能 - 風向與氣流之運用 - 善用地形風 - 季風通風配置 - 善用中庭風 - 善用植栽控制氣流 - 開窗通風性能 - 大樓風的防治 - 風力通風的設計 - 浮力通風設計 - 通風塔在建築上的運用 - 空調與冷卻系統之運用 - 空調分區 - 風扇空調並用系統 - 大空間分層空調 - 空調回風排熱 - 吸收式冷凍機及熱源台數控制 - 儲冷槽系統 - VAV空調系統 - VRV空調系統 - VWV空調系統 - 全熱交換系統 - 二氧化碳濃度外氣控制系統 - 外氣冷房系統 - 能源與光源之管理運用 - 建築能源管理系統 - 照明光源 - 照明方式 - 間接光與均齊度照明 - 照明開關控制 - 開窗面導光 - 屋頂導光 - 善用戶外式簾幕 |

## 設計原則

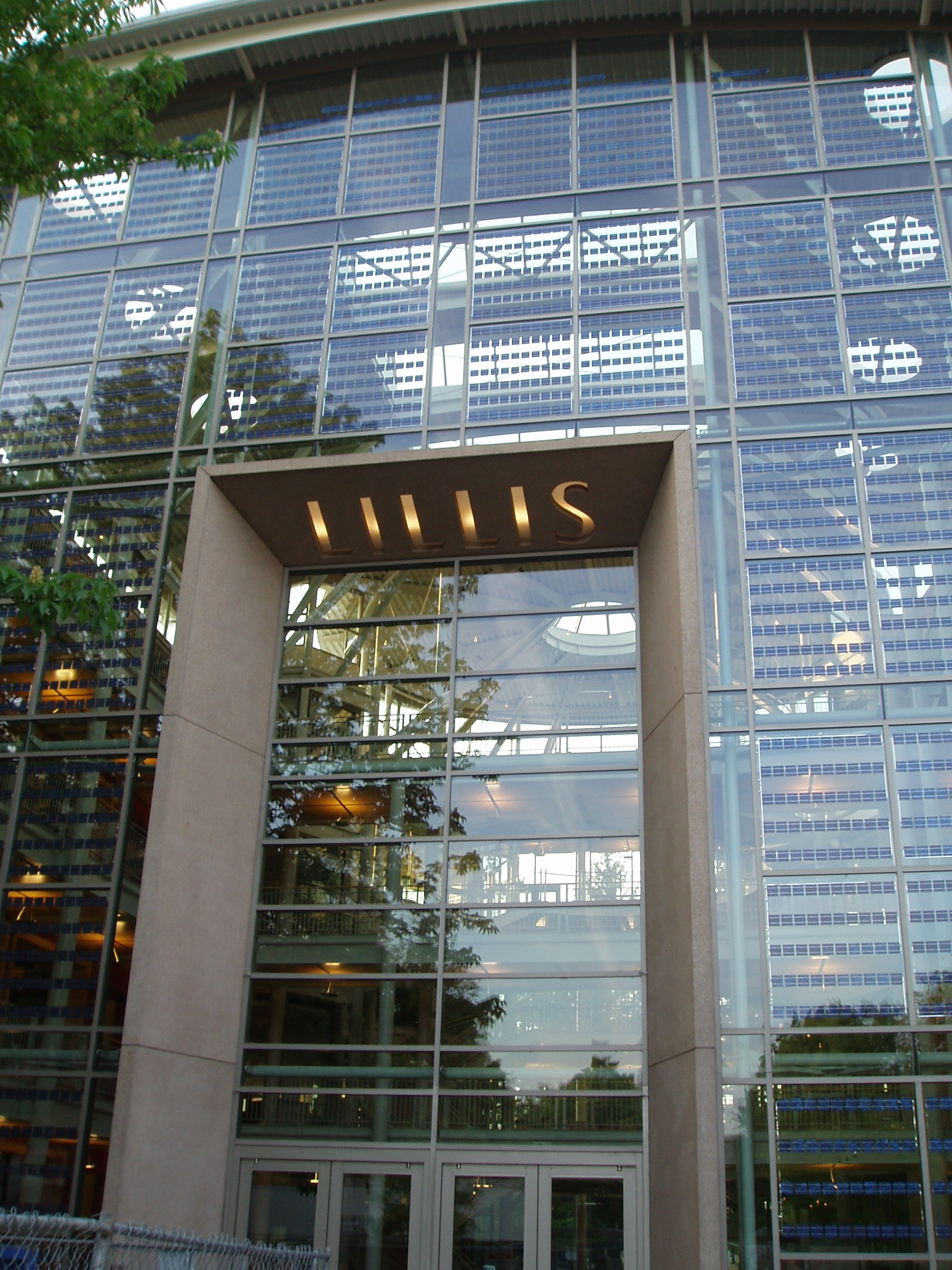
利麗思商學綜合大樓的正面牆使用建築整合太陽能工法

- 節約能源：充分利用太陽能，採用節能的建築圍護結構以及採暖和空調，减少空調的使用。根據自然通風的原理設置風冷系统，使建築能夠有效地利用夏季的主導風向。建築採用適應當地氣候條件的平面形式及總体布局。
- 節約資源：在建築設計、建造和建築材料的選擇中，均考慮資源的合理使用和處置。要減少資源的使用，力求使資源可再生利用。
- 節约水資源：包括綠化的節约用水。
- 回歸自然：綠色建築外部要強調與周邊環境相融合，和諧一致、動静互補，做到保護自然生態環境。
- 舒適和健康的生活環境：建築内部不使用對人體有害的建築材料和裝修材料。室内空氣清新，温、濕度適當，使居住者感覺良好，身心健康。
- 冬暖夏涼：使用很少的空調能源就可以達到冬暖夏涼的效果，不能為了達成節能目標而故意不裝置空調，要求使用者忍受悶熱寒冷等不舒適的環境。

## 發展
- 1960年代，美國建築師保羅·索萊里提出了生態建築的新理念。
- 1969年，美國建築師英·瑪哈著《設計结合自然》一書，標誌著生態建築學的正式誕生。
- 1970年代，石油危機使得太陽能、地熱、風能等各種建築節能技術應運而生，節能建築成為建築發展的先導。
- 1980年，世界自然保護组織首次提出“可持續發展”的口號，同时節能建築體系逐漸完善，並在德國、英國、法國及加拿大等已開發國家廣泛應用。
- 1987年，聯合國環境署發表《我們共同的未来》報告，確立了可持續發展的思想。
- 1990年，世界第一個綠色建築標準於英國發布。
- 1992年，因“聯合國環境與發展大會” 使可持續發展思想得到推廣，綠色建築逐漸成為發展方向。
- 1993年，美國創建綠色建築協會。
- 1996年，香港推出绿色建筑標準。
- 1999年，台灣推出绿色建筑標準。
- 2000年，加拿大推出绿色建筑标准。
- 2005年，新加坡倡議《BCA綠色建築標誌》
- 2006年，中華人民共和國施行《绿色建筑评价标准》

## 各個國家或地區認證制度

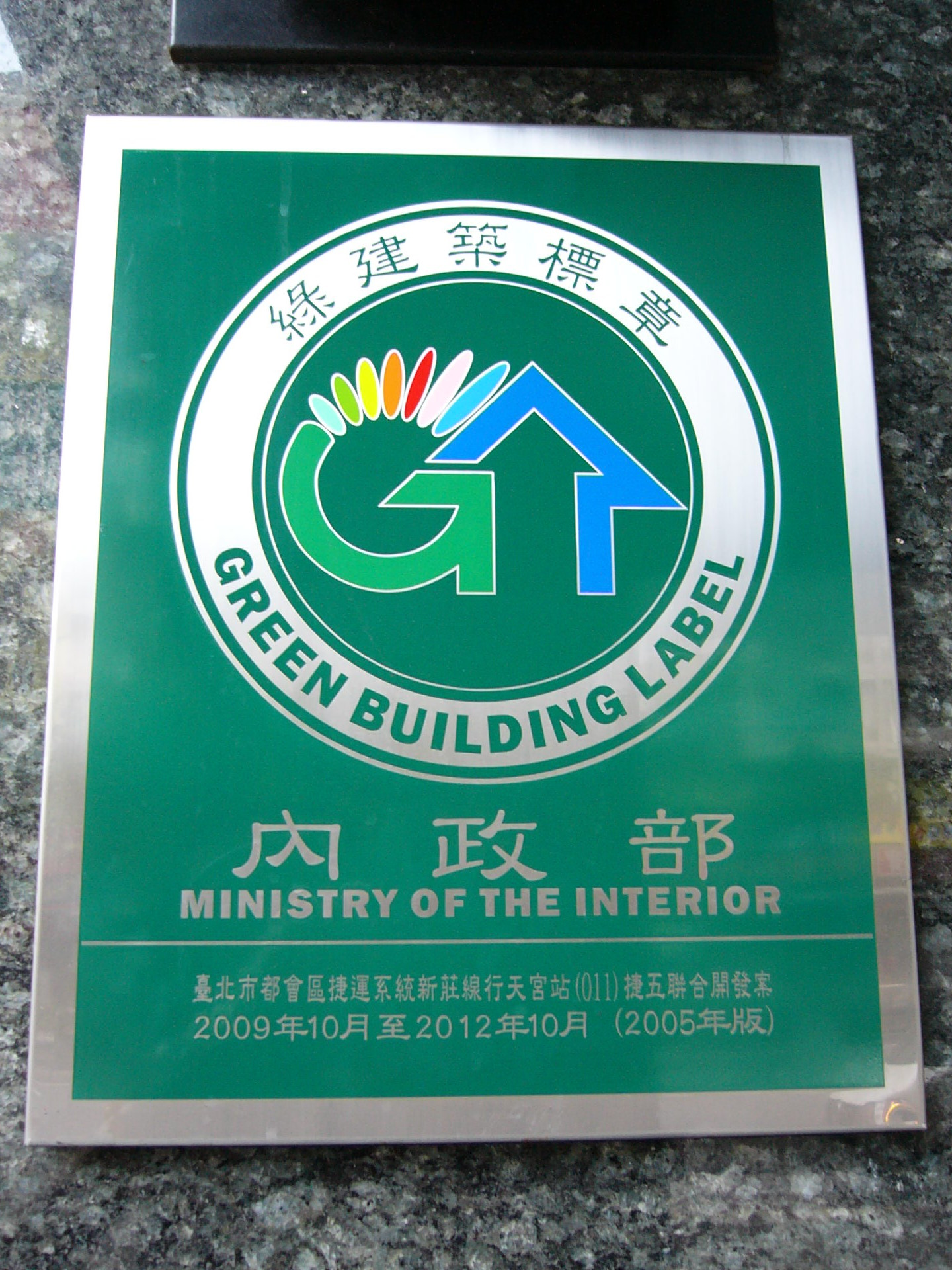
中華民國內政部綠建築標章2005年版

| 國家或地區     | 認證制度 |
| -------------- | --- |
| 美国           | LEED、Living Building Challenge （页面存档备份，存于）、 Green Globes （页面存档备份，存于）、Build it Green |
| 英国           | BREEAM |
| 中華民國       | EEWH |
|                | Nabers （页面存档备份，存于）、Green Star （页面存档备份，存于）                                             |
| 巴西           | AQUA （页面存档备份，存于）、LEED Brasil （页面存档备份，存于）                                              |
| 加拿大         | LEED Canada （页面存档备份，存于）、Green Globes （页面存档备份，存于）                                      |
| 中华人民共和国 | GBAS、绿色建筑评价标准（綠色建築評價標準）                                                                   |
| 芬兰           | PromisE （页面存档备份，存于）                                                                               |
| 法國           | HQE （页面存档备份，存于）                                                                                   |
| 德国           | DGNB （页面存档备份，存于）                                                                                  |
| 香港           | 綠建環評 BEAM Plus （页面存档备份，存于）                                                                    |
| 印度           | GRIHA （页面存档备份，存于）、TERI、LEED India                                                               |
| 義大利         | Protocollo Itaca （页面存档备份，存于）                                                                      |
| 荷蘭           | BREEAM Netherlands （页面存档备份，存于）                                                                    |
| 新西兰         | Green Star NZ （页面存档备份，存于）                                                                         |
| 葡萄牙         | Lider A （页面存档备份，存于）                                                                               |
| 新加坡         | 綠標 Green Mark （页面存档备份，存于）                                                                       |
| 南非           | Green Star SA                                                                                                |
| 西班牙         | VERDE |
| 马来西亚       | Green Building Index（GBI） （页面存档备份，存于）                                                           |

## 外部連結
- 台灣綠建築發展協會 （页面存档备份，存于）
- 台灣綠色建築之美 （页面存档备份，存于）
- 台灣綠建築專業顧問—百邑綠建築科技顧問 （页面存档备份，存于）
- 香港綠色建築科技網
- 中國綠色建築網  （页面存档备份，存于）